# The Very Best of The Beach Boys (2001-es album)
A The Very Best of The Beach Boys az EMI által 2001-ben kiadott Beach Boys válogatásalbum. A lemez a zenekar 30 legnagyszerűbb dalait tartalmazza digitálisan újrakevert változatban. Ez az első olyan válogatásalbum a zenekar történetében, ami az egész, mintegy 40 éves karrierjüket átfogóan bemutatja. Természetesen már jelentek meg előtte válogatásalbumok, de azok csak egy kis időszakra koncentráltak inkább.

## Számlista
Minden szám Brian Wilson/Mike Love szerzemény, kivéve ahol jelölve van.
1. "Good Vibrations" – 3:37
2. "California Girls" – 2:43
3. "I Get Around" – 2:14
4. "Wouldn't It Be Nice" (Brian Wilson, Tony Asher, Love) – 2:25
5. "Surfin' Safari" – 2:07
6. "Fun, Fun, Fun" – 2:20
7. "Surfin' U.S.A." (Brian Wilson, Chuck Berry) – 2:29
8. "Help Me, Rhonda" – 2:47
9. "Don't Worry Baby" (Brian Wilson, Roger Christian) – 2:50
10. "When I Grow Up (To Be a Man)" – 2:04
11. "Little Deuce Coupe" (Brian Wilson, Christian) – 1:38
12. "Dance, Dance, Dance" (Brian Wilson, Carl Wilson, Love) – 2:00
13. "Little Honda" – 1:52
14. "Do You Wanna Dance" (Bobby Freeman) – 2:21
15. "Surfer Girl" (Brian Wilson) – 2:27
16. "Then I Kissed Her" (Phil Spector, Ellie Greenwich, Jeff Barry) – 2:16
17. "God Only Knows" (Brian Wilson, Asher) – 2:50
18. "Caroline, No" (Brian Wilson, Asher) – 2:19
19. "Sloop John B" (Traditional, Brian Wilson) – 2:55
20. "Barbara Ann" (Fred Fassert) – 2:06
21. "Heroes and Villains" (Brian Wilson, Van Dyke Parks) – 3:38
22. "Do It Again" – 2:19
23. "Darlin'" – 2:13
24. "Wild Honey" – 2:38
25. "Break Away" (Brian Wilson, Murry Wilson) – 2:56
26. "Rock and Roll Music" (Berry) – 2:28
27. "I Can Hear Music" (Phil Spector, Ellie Greenwich, Jeff Barry) – 2:37
28. "Cotton Fields (The Cotton Song)" (Huddie Ledbetter) – 3:02
29. "Lady Lynda" (Alan Jardine, Ron Altbach) – 3:58
30. "Kokomo" (Love, Scott McKenzie, Terry Melcher, John Phillips) – 3:37

## Helyezések
| Helyezések (2001)          | Legmagasabb pozíció |
| -------------------------- | ------------------- |
| Svéd Nagylemez Lista       | 25                  |
| Új-Zélandi Nagylemez Lista | 7                   |

## Fordítás
- Ez a szócikk részben vagy egészben  a   The Very Best of The Beach Boys című angol Wikipédia-szócikk fordításán alapul.  Az eredeti cikk szerkesztőit annak laptörténete sorolja fel. Ez a jelzés csupán a megfogalmazás eredetét és a szerzői jogokat jelzi, nem szolgál a cikkben szereplő információk forrásmegjelöléseként.